# ريتم
رتهايم (بالألمانية: Rethem) هي بلدة ألمانية تقع في ألمانيا في سكسونيا السفلى.

## أعلام
- فيرنر هانسن